# Tânia Paes
Tânia Paes é uma atriz, cantora, produtora e arte-educadora brasileira.
Participou como atriz no programa infantil TV Cocoricó, transmitido pela TV Cultura, que foi ao ar entre 2012 e 2013, totalizando mais de 300 episódios.
Desde sua formação em artes cênicas, em 1997, atua em teatro, televisão, publicidade, locução e jingles.

## Biografia
Tânia Paes se forma em piano erudito em 1994 e, em 1997 conquista o seu diploma em educação artística com habilitação em artes cênicas.
No ano seguinte, sob a orientação de Antônio Januzelli (Janô), vai a Cuba como integrante do grupo de teatro Nihil, dirigido por André Grynwask. Lá, se apresenta no Festival Elsinor, promovido regularmente pelo Instituto Superior de Arte em Havana, com o espetáculo Lorca: Amor e Morte. A peça foi desenvolvida a partir da miríade da produção artística de Federico García Lorca.
Em 1999 é convidada para fazer parte do Núcleo Jovem do Teatro Brasileiro de Comédia (TBC), onde produziu e participou como atriz das peças Pode Ser Que Seja Só o Leiteiro Lá Fora, de Caio Fernando Abreu, com a direção de Thaia Perez (1999); e Na Cama com Tarantino de Marcos Ferraz (2002).
No TBC também participa como atriz e musicista nas peças Ópera do Malandro dirigido por Gabriel Villela. (2000-2001); Versões Urbanas, com músicas do grupo Legião Urbana, do grupo Vix em Ré, coordenado por Gabriel Villela (2000). Em 2004 faz parte do elenco de Revolução Urbana, que também contou com músicas do grupo brasiliense, e, nas palavras de Marcelo Rubens Paiva, é uma trama atemporal.
Atuou no espetáculo A Borboleta sem Asas, um musical infantil de César Cavelagna, com direção musical de Eduardo Gudin; no qual tocava instrumentos como teclado, baixo, violino, e bateria, além de atuar e cantar. Por conta de sua multivalência na apresentação, o diretor Fernando Gomes lhe convidou anos mais tarde para trabalhar no programa TV Cocoricó, pois precisava de uma atriz versátil para a personagem na atração. O programa foi transmitido ao vivo pela TV Cultura.
Em 2005, por conta de uma uma peça infantil, aprendeu a tocar acordeon, desenvolvendo um grande interesse pelo instrumento. Em 2007, adquire o instrumento, que se torna uma ferramenta constante em seu trabalho subsequente. Desde então, seu trabalho tende a intercalar teatro, música e educação.
Após um teste para uma personagem na peça A Mãe de Bertolt Brecht, entra para o Núcleo 2 do Teatro Fábrica, com direção de Sérgio Audi, em 2006. Em 2009, idealiza, dirige e atua na websérie “A Intimidade é uma merda”, junto com Rogério Banana, para o YouTube. (Tralalá Filmes).
Em 2012 é convidada por Fernando Gomes a fazer parte do elenco do TV Cocoricó, no qual, em transmissão ao vivo, atuava e tocava instrumentos musicais como violão, acordeon e pandeiro. Na atração, contracenava com os bonecos e, ocasionalmente, com convidados especiais. O programa foi produzido até dezembro de 2013, mas ainda é reprisado nos canais da emissora.
Além da dramaturgia e da música, Tânia também desenvolveu interesse pela área da educação, e concluiu uma pós-graduação em neuropsicopedagogia em 2019.

## Trabalhos
| Ano                      | Espetáculo                              | Posto                          | Direção                 | Notas |
| ------------------------ | --------------------------------------- | ------------------------------ | ----------------------- | --- |
| 1998                     | Lorca: Amor e Morte                     | Atriz                          | André Grynwask          | Com textos, músicas e poesias de Lorca. Texto de André Santana. |
| 1998                     | O Primo Basílio                         | Atriz                          | Fausto Silvester        | Baseado no romance de Eça de Queiroz. Apresentado no Teatro Pirandello. |
| 1999                     | Pode Ser Que Seja Só o Leiteiro Lá Fora | Atriz                          | Thaia Perez             | Texto de Caio Fernando Abreu. |
| 2000                     | Versões Urbanas                         | Atriz                          | Gabriel Villela         | Com músicas da banda Legião Urbana. |
| 2000 2001                | Ópera do Malandro                       | Atriz                          | Gabriel Villela         | Musical de Chico Buarque. |
| 2002                     | A Borboleta sem Asas                    | Atriz                          | Gabriel Villela         | Texto de Carlos Alberto Soffredini, César Cavelagna, Marcos Ferraz e Marcos Okura. |
| 2004                     | Revolução Urbana                        | Atriz                          | Fezu Duarte             | Texto de Marcos Ferraz com músicas da banda Legião Urbana. Apresentado no Teatro Gazeta. |
| 2006                     | Mistinguett                             | Atriz                          | Dagoberto Feliz         | Texto de Marília Toledo. Apresentado no Teatro Aliança Francesa. |
| 2006 2007                | A Mãe                                   | Atriz                          | Sérgio Audi             | De Bertolt Brecht. Em cartaz no Teatro Fábrica entre 2006 e 2007. |
| 2007 2009                | Tieta do Agreste - o Musical            | Atriz                          | Cristina Trevisan       | Direção musical e músicas originais de Pedro Paulo Bogossian. Montado no Teatro Frei Caneca em 2007 e no Teatro Brigadeiro em 2009. Encerrou-se com uma turnê pelo Brasil em abril de 2009. |
| 2008                     | De Corpo Presente                       | Atriz                          | Mara Carvalho           | Em cartaz no Espaço Incenna entre fevereiro e dezembro de 2008. Texto e direção de Mara Carvalho.                                                                                           |
| 2008 2009 2010 2011      | Figurinha Carimbada                     | Atriz                          | Márcio Araújo           | Texto de Márcio Araújo e direção musical de Tato Fischer. Ficou em cartaz no Teatro Alfa e no Teatro SESC Santo André.                                                                      |
| 2009                     | Eu Sou o Samba                          | Atriz                          | Fábio Pillar            | Texto de Fátima Valença, montado no Teatro Santa Cruz. |
| 2010 2011 2012 2013 2014 | Mulheres Alteradas                      | Atriz                          | Eduardo Figueiredo      | De Andrea Maltarolli. |
| 2010                     | Curumim Disse Sim e Curuminha Disse Não | Atriz                          | Paulo Ribeiro           | Texto e direção de Paulo Ribeiro. |
| 2010                     | Casting                                 | Consultora musical de acordeon | Marco Antônio Rodrigues | [ 15 ] |
| 2011                     | Kinema                                  | Atriz                          | Thereza Piffer          | Texto e direção de Thereza Piffer. |
| 2014                     | À sua imagem                            | Produtora                      | Priscilla Avila         | Curta-metragem escrito por Priscilla Avila e Arisa Baldin |
| 2021                     | A Mulher e um Corpo                     | Assistente de produção         | Eric Lenate             | De Kiko Marques. |
| 2023                     | A Herança                               | Assistente de produção         | Zé Henrique de Paula    | De Matthew Lopez. |
| 2024                     | Festa Shakespeare \| 460 anos           | Produtora                      | Alexandre Brazil        | Idealização e curadoria de Alexandre Brazil. Espetáculo montado no Teatro Sérgio Cardoso.                                                                                                   |
| 2024                     | A Infância de Romeu e Julieta           | Atriz                          | Ricardo Mantoanelli     | Novela escrita por Íris Abravanel e exibida no SBT. |